# Ковчежић за историју, језик и обичаје Срба сва три закона
Ковчежић за историју, језик и обичаје Срба сва три закона (често скраћено Ковчежић) је књига Вука Стефановића Караџића издата у Бечу 1849. године. У Ковчежићу, Вук пише о Србима православне, муслиманске и римокатоличке вјере („закона“) и о њиховом начину живота, обичајима, матерњем језику (српски језик), историји и сл.
У Ковчежићу се налазе и два текста која је Вук написао у време рада на својој књизи под насловом Црна Гора и Црногорци (1837), али пошто их није објавио у њој, штампао их је у Ковчежићу. То су текстови Бока которска и Срби сви и свуда.
Вук је Србима називао све којима је матерње нарјечје било штокавско. Тако је Вук међу Србе убрајао и данашње Црногорце, Бошњаке, Македонце, неке Хрвате, између осталих Дубровчане, Славонце и Далматинце, као и Буњевце, Шокце и Крашоване. О свима њима Вук се потрудио да пише у свом Ковчежићу.